# نمودار رشد

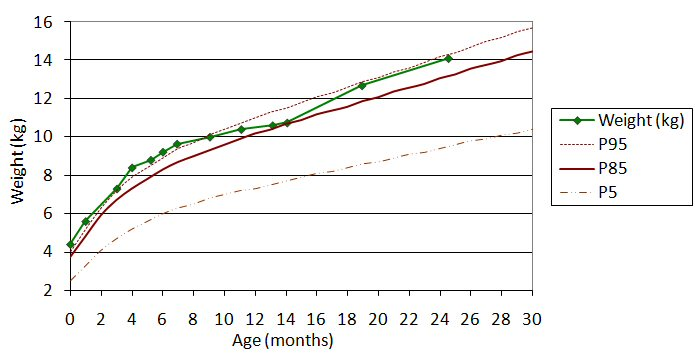
نمودار رشد یک دختر با نمودار ۲۰۰۶ میلادی سازمان بهداشت جهانی مقایسه شده است

نمودار رشد به وسیلهٔ پزشکان کودک و دیگر ارائه دهندگان خدمات بهداشتی، برای پیگیری رشد فیزیکی کودک با گذشت زمان استفاده می‌شود.

## سازوکار
نمودارهای رشد با مشاهدهٔ رشد شمار زیادی کودک سالم در گذر زمان تهیه شده‌اند. قد، وزن، و دور سر کودک ممکن است با مقدار مورد انتظار کودکان در همان سن و جنس، برای تعیین اینکه آیا او رشد مناسبی دارد یا نه، مقایسه شود. نمودارهای رشد هچنین می‌توانند برای پیش‌بینی قد و وزن کودک در دوران بزرگسالی مورد استفاده قرار گیرند، چرا که معمولاً کودکان بر نمودار رشد ثابتی باقی می‌مانند.
زمانی که کودکی از نمودار رشدش منحرف می‌شود بررسی‌ها برای یافتن چراییِ آن آغاز می‌گردد. به‌عنوان مثال، کاهشی در حجم رشد ممکن است به دلیل آغاز یک بیماری مزمن مانند بیماری التهابی روده باشد.
نمودارهای رشد می‌توانند برپایهٔ بخشی از جمعیت که کم و بیش در محیطی ایده‌آل بزرگ شده است، گردآوری شوند. این شرایط ایده‌آل می‌تواند شامل تغذیهٔ مبتنی بر راهنماهای کودکان و بارداری بدون سیگار باشد. نمودارهایی که در این شرایط تهیه می‌شوند کودکانی با قدهای کمی بلندتر و لاغرتر را نشان می‌دهند.
نمودارهای رشد برای دختران و پسران، به دلیل تفاوت‌های بلوغ و تفاوت در قد نهایی بزرگسالی، متفاوتند. علاوه بر این، کودکانی با بیماری‌هایی مانند نشانگان داون و نشانگان ترنر نمودارهای رشدی را دنبال می‌کنند که به‌طور قابل ملاحظه‌ای با کودکانی که این مسائل را ندارد، تفاوت دارد.
از آنجایی که تفاوت‌هایی در رشد کودکانی که از شیر مادر تغذیه می‌کنند و سایر کودکان وجود دارد، نمودارهای سازمان بهداشت جهانی که رشد کودکان سالم و تغذیه‌شده از شیر مادر را نشان می‌دهند، به‌عنوان نمودارهای استاندارد برای کودکان زیر دو سال آمریکایی در نظر گرفته می‌شوند.